# Зуёк-пастух
Зуёк-пастух (лат. Anarhynchus pecuarius) — вид птиц из семейства ржанковых. Подвидов не выделяют. Обитают в Африке южнее Сахары, в дельте Нила и на Мадагаскаре. В основном моногамны. Часть птиц мигрирует, но живущие в прибрежной зоне ведут осёдлый образ жизни.

## Описание
Небольшие кулики, масса 35—40 г. Оперение самцов и самок имеет минимальные отличия. У птиц чёрный клюв, темно-коричневые глаза, чёрные (иногда зеленоватые или серые) ноги.

## Размножение
Гнездо располагают на земле, обычно в 50—100 м от воды. Яйца насиживают оба партнера — обычно самец ночью и самка днём. Птенцы могут питаться сами уже через 24 часа после вылупления, для этого один из родителей сопровождает их к месту кормежки на расстоянии до 1 км от гнезда.
МСОП присвоил виду статус LC.